# Environnement au Botswana
L'environnement au Botswana est l'environnement (« ensemble des éléments - biotiques ou abiotiques - qui entourent un individu ou une espèce et dont certains contribuent directement à subvenir à ses besoins ») du pays Botswana.

## La biodiversité du Botswana

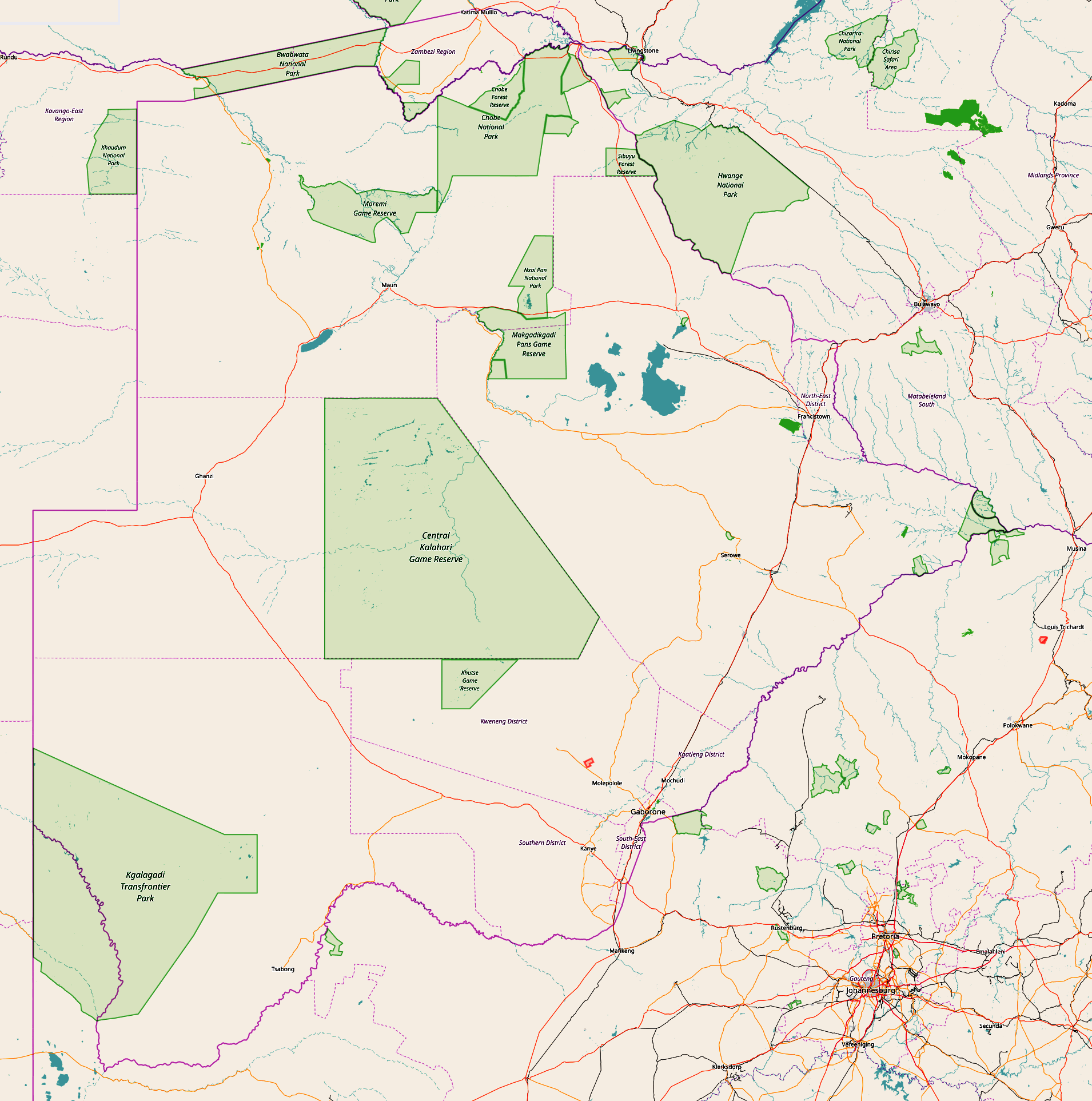
Carte du Botswana

### Milieux, faune et flore

#### Milieux

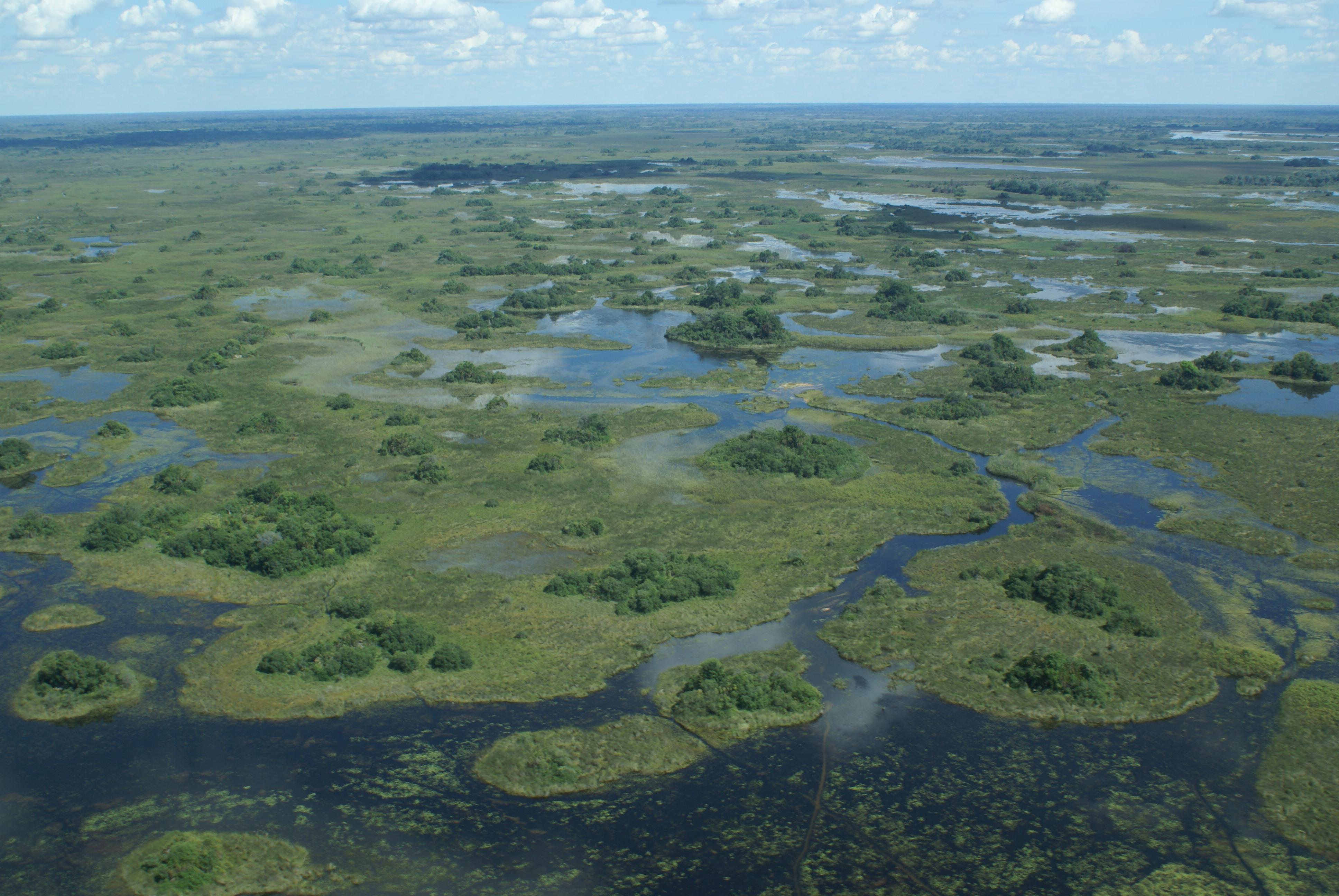
Vue aérienne du delta de l'Okavango.

Le Botswana est majoritairement plat, formant un plateau vallonné. Le désert du Kalahari est situé dans le sud-ouest du pays. Il constitue un ensemble hostile de collines rocailleuses, de marais salants asséchés et de buissons épineux. Le bassin du fleuve Limpopo est le principal relief de l'ensemble de l'Afrique australe, et notamment du Botswana. Avec 581 730 km2, le Botswana est par la superficie, au 45e rang mondial (juste après l'Ukraine). À titre de comparaison, il est d'une taille équivalente à celle de Madagascar.
Le Botswana est dominé par le désert du Kalahari, qui couvre pratiquement 70 % de la superficie du pays. Le delta de l'Okavango, dans le nord-ouest du pays, est le second plus grand delta intérieur du monde avec une superficie de 18 000 km2. Le pan de Makgadikgadi, un grand désert de sel, est situé dans le nord.
Le Botswana possède divers types d'habitat pour la faune sauvage, dont le delta de l'Okavango, le désert du Kalahari, la prairie et la savane. Le climat est semi-aride en raison de la courte saison des pluies. Cependant, l'altitude et la latitude engendrent un climat subtropical. 

#### Faune et flore

Éléphants de savane d'Afrique à Elephant Sands dans le Botswana. Juillet 2018.

Les grands mammifères sont bien implantés sur le territoire : troupeaux de buffles sauvages, zèbres, éléphants... Mais en 2020, les cadavres de 356 pachydermes ont été retrouvés dans le delta de l’Okavango. Ces animaux ont été victimes d'algues toxiques, qui se sont développées dans des plans d'eau en raison du dérèglement climatique. Les lions, qui y étaient autrefois chassés, repeuplent la réserve de Selinda ; on en compte près de 100 fin 2021.
Le pays compte par ailleurs 70 espèces de serpents, 500 espèces de papillon, une grande diversité d'oiseaux.... 

### Zones protégées

#### Réserve de Selinda
Dans cette région du Botswana, les chasseurs avaient tué tous les lions à l'exception de 2 lionnes. Deux explorateurs National Geographic ont acheté cet espace et en on fait une réserve protégée, depuis 2009. Un beau jour, deux mâles sont arrivés de Namibie après avoir traversé la rivière Kwando. Rapidement, les lions ont commencé à repeupler la région. Ils sont près de 100 fin 2021.

## Impacts sur les milieux naturels

### Activités humaines

#### Agriculture
Les barrières en fils d'acier à haute tension qui traversent depuis 1954 le pays séparent les troupeaux de buffles sauvages du bétail domestique et empêchent la propagation de la fièvre aphteuse ; mais elle empêche aussi les animaux sauvages d'emprunter les itinéraires de migration. La population de gnous a ainsi chuté de 99 % au cours de la dernière décennie, et tous les buffles et les zèbres sont bloqués au nord des barrières.

### Pollutions

#### La gestion des déchets

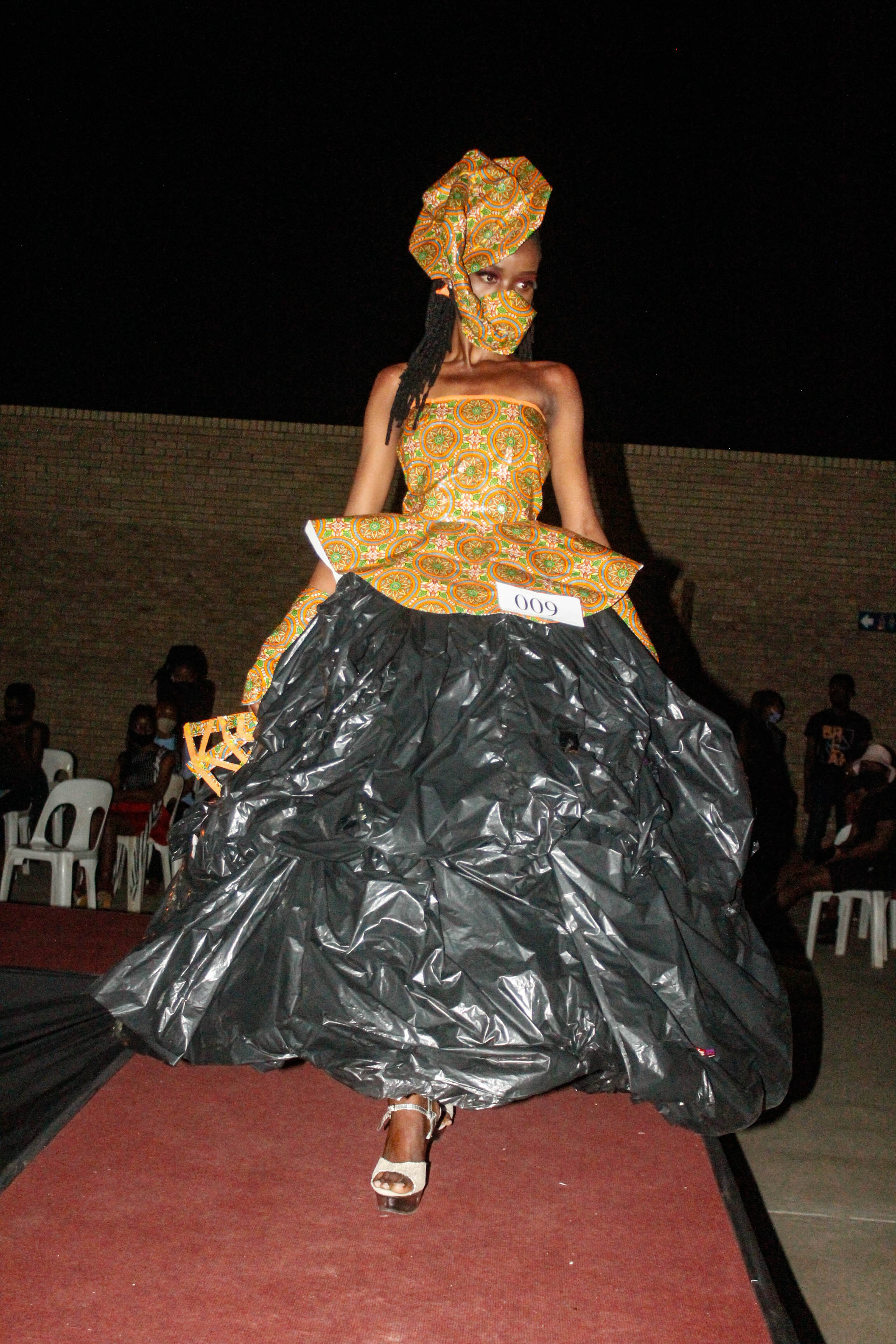
Sensibilisation aux questions environnementales : robe faite de sacs-poubelle.

Un habitant d'Afrique sub-aharienne génère en moyenne 165 kg de déchets par an et par habitants en 2023 (soit nettement moins que dans les pays plus riches).

## L'exposition aux risques

### Risques naturels
Le Botswana est exposé à de multiples aléas naturels : 
- sécheresses et incendies,
- séismes et tsunamis,
- inondations, tempêtes, glissements de terrain...